# Teratocoris antennatus
Teratocoris antennatus är en insektsart som först beskrevs av Karl Henrik Boheman 1852.  Teratocoris antennatus ingår i släktet Teratocoris och familjen ängsskinnbaggar. Arten är reproducerande i Sverige. Inga underarter finns listade i Catalogue of Life.